# NGC 4152
NGC 4152 is een balkspiraalstelsel in het sterrenbeeld Hoofdhaar. Het hemelobject werd op 21 maart 1784 ontdekt door de Duits-Britse astronoom William Herschel.

## Synoniemen
- UGC 7169
- IRAS 12080+1618
- MCG 3-31-52
- ZWG 98.77
- MK 759
- VCC 25
- PGC 38749